# Rallye Monte Carlo 1997
Die 65. Rallye Monte Carlo war der 1. Lauf zur Rallye-Weltmeisterschaft 1997. Sie fand vom 19. bis zum 22. Januar in der Region von Monaco statt.

## Klassifikationen

### Endergebnis
| Rang | Fahrer              | Co-Pilot           | Auto                      | Zeit (Std./Min./Sek.) | Rückstand Sieger (Min./Sek.) Rückstand V (Min./Sek.) |
| ---- | ------------------- | ------------------ | ------------------------- | --------------------- | ---------------------------------------------------- |
| 1    | Piero Liatti        | Fabrizia Pons      | Subaru Impreza S5 WRC     | 4:26:58               | 00:00                                                |
| 2    | Carlos Sainz senior | Luis Moya          | Ford Escort WRC           | 4:27:53               | 00:55                                                |
| 3    | Tommi Mäkinen       | Seppo Harjanne     | Mitsubishi Lancer Evo IV  | 4:29:29               | 02:31 01:36                                          |
| 4    | Armin Schwarz       | Denis Giraudet     | Ford Escort WRC           | 4:32:03               | 05:05 02:34                                          |
| 5    | Uwe Nittel          | Tina Thörner       | Mitsubishi Lancer Evo III | 4:42:42               | 15:44 10:39                                          |
| 6    | Henrik Lundgaard    | Freddy Pedersen    | Toyota Celica GT-Four     | 4:45:26               | 18:28 02:44                                          |
| 7    | Oliver Burri        | Christophe Hofmann | Subaru Impreza 555        | 4:45:35               | 18:37 00:09                                          |
| 8    | Isolde Holderied    | Catherine François | Toyota Celica GT-Four     | 4:50:39               | 23:41 05:04                                          |
| 9    | Gustavo Trelles     | Jorge Del Buono    | Mitsubishi Lancer Evo III | 4:51:59               | 25:01 01:20                                          |
| 10   | Armin Kremer        | Sven Behling       | Mitsubishi Lancer Evo III | 4:52:51               | 25:53 00:52                                          |

Insgesamt wurden 17 von 23 gemeldeten Fahrzeuge klassiert:

### Wertungsprüfungen
| Tag            | WP                                          | Name     | Länge   | Start MESZ    | Gewinner       | Co-Pilot                 | Auto                  | Zeit                | Leader      |
| Tag 1 19. Jan. |                                             |          |         |               |                |                          |                       |                     |             |
| -------------- | ------------------------------------------- | -------- | ------- | ------------- | -------------- | ------------------------ | --------------------- | ------------------- | ----------- |
| Tag 1 19. Jan. | WP1                                         | Monaco   | 2,80 km | 11:00         | Freddy Loix    | Sven Smeets              | Toyota Celica GT-Four | 02:05               | Freddy Loix |
| Tag 2 20. Jan. |                                             |          |         |               |                |                          |                       |                     | Freddy Loix |
| WP2            | Labatie d’Andaure – Lalouvesc               | 19,41 km | 10:28   | Carlos Sainz  | Luis Moya      | Ford Escort WRC          | 13:08                 | Carlos Sainz senior |             |
| WP3            | St. Bonnet le Froid                         | 25,74 km | 11:09   | Tommi Mäkinen | Seppo Harjanne | Mitsubishi Lancer Evo IV | 17:56                 | Carlos Sainz senior |             |
| WP4            | St. Pierreville – Antraigues                | 29,68 km | 13:58   | Piero Liatti  | Fabrizia Pons  | Subaru Impreza S5 WRC    | 21:19                 | Carlos Sainz senior |             |
| WP5            | Burzet – St. Martial                        | 29,97 km | 15:24   | Freddy Loix   | Sven Smeets    | Toyota Celica GT-Four    | 22:19                 | Carlos Sainz senior |             |
| WP6            | Le Moulinon – Col du Moulin à Vent          | 27,52 km | 17:37   | Piero Liatti  | Fabrizia Pons  | Subaru Impreza S5 WRC    | 19:39                 | Carlos Sainz senior |             |
| Tag 3 21. Jan. |                                             |          |         |               |                |                          |                       | Carlos Sainz senior |             |
| WP7            | St. Jean en Royans – La Chapelle en Vercors | 33,00 km | 08:05   | Piero Liatti  | Fabrizia Pons  | Subaru Impreza S5 WRC    | 17:18                 | Tommi Mäkinen       |             |
| WP8            | St. Nonières – Chichilianne                 | 19,46 km | 10:14   | Armin Schwarz | Denis Giraudet | Ford Escort WRC          | 13:46                 | Tommi Mäkinen       |             |
| WP9            | L’Epine – Rosans                            | 31,15 km | 12:46   | Piero Liatti  | Fabrizia Pons  | Subaru Impreza S5 WRC    | 19:32                 | Tommi Mäkinen       |             |
| WP10           | Ruissas – Eygalayes                         | 27,47 km | 14:44   | Tommi Mäkinen | Seppo Harjanne | Mitsubishi Lancer Evo IV | 17:25                 | Tommi Mäkinen       |             |
| WP11           | Chabestan – Faye                            | 19,88 km | 17:21   | Piero Liatti  | Fabrizia Pons  | Subaru Impreza S5 WRC    | 11:34                 | Tommi Mäkinen       |             |
| WP12           | Plan de Vitrolles – Sigoyer                 | 18,60 km | 17:57   | Tommi Mäkinen | Seppo Harjanne | Mitsubishi Lancer Evo IV | 11:52                 | Tommi Mäkinen       |             |
| Tag 4 22. Jan. |                                             |          |         |               |                |                          |                       | Tommi Mäkinen       |             |
| WP13           | Sisteron – Thoard                           | 36,67 km | 11:37   | Piero Liatti  | Fabrizia Pons  | Subaru Impreza S5 WRC    | 25:44                 | Piero Liatti        |             |
| WP14           | Digne – Chaudon-Norante                     | 18,97 km | 13:29   | Tommi Mäkinen | Seppo Harjanne | Mitsubishi Lancer Evo IV | 12:23                 | Piero Liatti        |             |
| WP15           | Pont de Villaron – Le Fugeret               | 18,46 km | 14:39   | Piero Liatti  | Fabrizia Pons  | Subaru Impreza S5 WRC    | 11:35                 | Piero Liatti        |             |
| WP16           | Beuil – St. Sauveur sur Tinée               | 22,91 km | 16:50   | Piero Liatti  | Fabrizia Pons  | Subaru Impreza S5 WRC    | 15:05                 | Piero Liatti        |             |
| WP17           | La Bollène Vésubie – Moulinet               | 12,00 km | 18:39   | Piero Liatti  | Fabrizia Pons  | Subaru Impreza S5 WRC    | 09:10                 | Piero Liatti        |             |
| WP18           | Monaco                                      | 04,62 km | 20:33   | Armin Schwarz | Denis Giraudet | Ford Escort WRC          | 03:07                 | Piero Liatti        |             |

### Gewinner Wertungsprüfungen
| WP                          | Anzahl | Fahrer        | Auto                     |
| --------------------------- | ------ | ------------- | ------------------------ |
| 4, 6, 7, 9, 11, 13, 15 – 17 | 9      | Piero Liatti  | Subaru Impreza S5 WRC    |
| 3, 10, 12, 14               | 4      | Tommi Mäkinen | Mitsubishi Lancer Evo IV |
| 1, 5                        | 2      | Freddy Loix   | Toyota Celica GT-Four    |
| 8, 18                       | 2      | Armin Schwarz | Subaru Impreza 555       |
| 2                           | 1      | Carlos Sainz  | Ford Escort WRC          |

### Fahrer-Weltmeisterschaft
| Pos. | Fahrer        | Punkte |
| ---- | ------------- | ------ |
| 1    | Piero Liatti  | 10     |
| 2    | Carlos Sainz  | 6      |
| 3    | Tommi Mäkinen | 4      |
| 4    | Armin Schwarz | 3      |
| 5    | Uwe Nittel    | 2      |

### Herstellerwertung
| Pos. | Team       | Punkte |
| ---- | ---------- | ------ |
| 1    | Subaru     | 10     |
| 2    | Ford       | 9      |
| 3    | Mitsubishi | 6      |